# Liste der Kantone im Département Eure-et-Loir
Das Département Eure-et-Loir liegt in der Region Centre-Val de Loire in Frankreich. Es untergliedert sich in vier Arrondissements mit 15 Kantonen (französisch cantons).
Siehe auch: Liste der Gemeinden im Département Eure-et-Loir

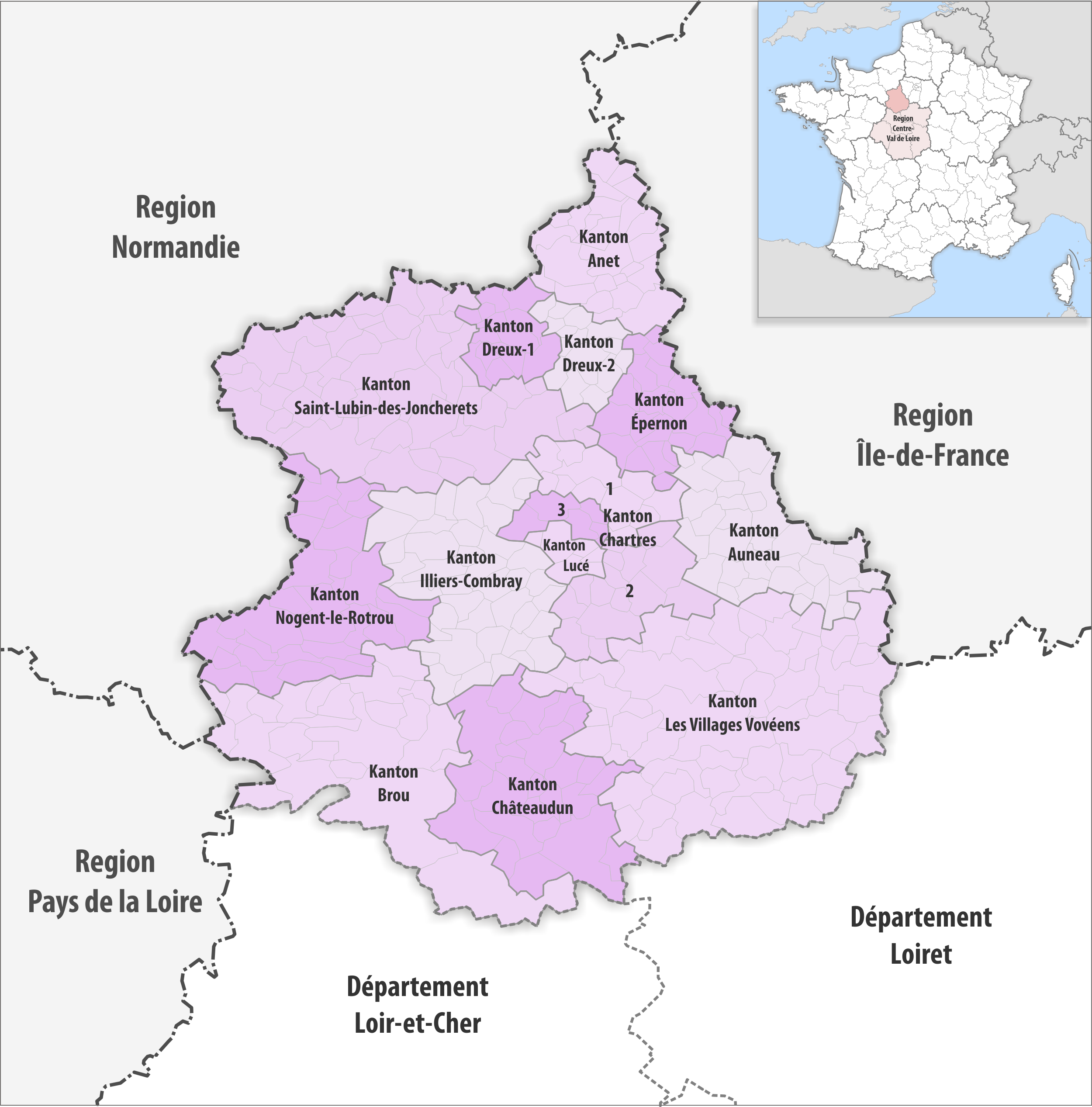
Gemeinden und Kantone im Département Eure-et-Loir

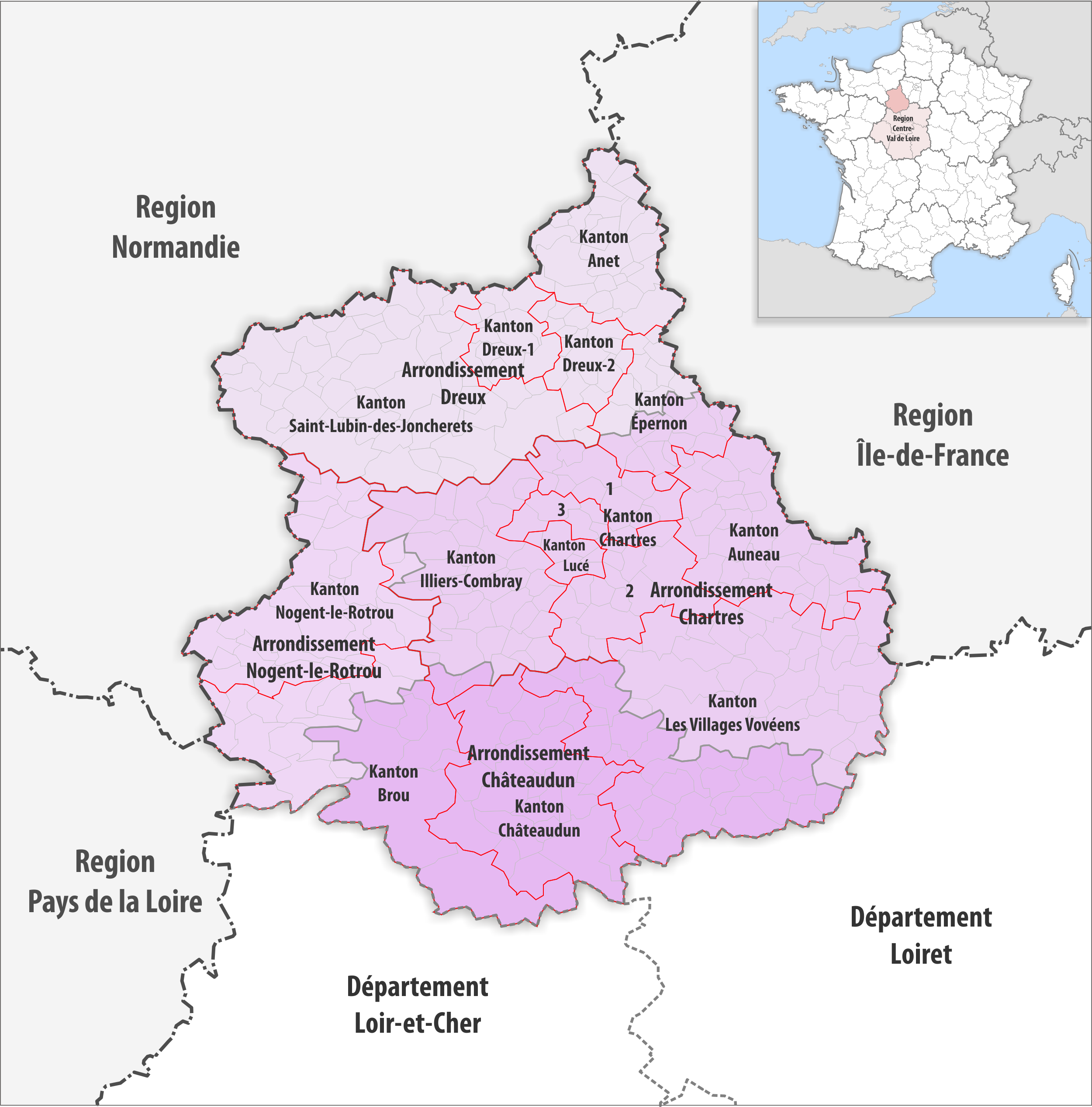
Gemeinden, Arrondissemente und Kantone im Département Eure-et-Loir

| Kanton                     | Gemeinden | Einwohner 1. Januar 2022 | Fläche km² | Dichte Einw./km² | Code INSEE | Arrondissement(e)                      |
| -------------------------- | --------- | ------------------------ | ---------- | ---------------- | ---------- | -------------------------------------- |
| Anet                       | 25        | 25.356                   | 288,85     | 88               | 2801       | Dreux                                  |
| Auneau                     | 32        | 25.707                   | 375,22     | 69               | 2802       | Chartres                               |
| Brou                       | 24        | 22.964                   | 715,29     | 32               | 2803       | Châteaudun, Nogent-le-Rotrou           |
| Chartres-1                 | 11 1⁄3    | 29.258                   | 147,45     | 198              | 2804       | Chartres                               |
| Chartres-2                 | 14 1⁄3    | 28.147                   | 221,38     | 127              | 2805       | Chartres                               |
| Chartres-3                 | 4 1⁄3     | 31.012                   | 61,09      | 508              | 2806       | Chartres                               |
| Châteaudun                 | 25        | 31.430                   | 523,86     | 60               | 2807       | Châteaudun                             |
| Dreux-1                    | 12 1⁄2    | 30.278                   | 131,53     | 230              | 2808       | Dreux                                  |
| Dreux-2                    | 13 1⁄2    | 31.582                   | 122,81     | 257              | 2809       | Dreux                                  |
| Épernon                    | 23        | 33.822                   | 218,36     | 155              | 2810       | Chartres, Dreux                        |
| Illiers-Combray            | 40        | 26.911                   | 525,20     | 51               | 2811       | Chartres, Châteaudun, Nogent-le-Rotrou |
| Lucé                       | 6         | 27.704                   | 52,40      | 529              | 2812       | Chartres                               |
| Nogent-le-Rotrou           | 30        | 27.519                   | 494,75     | 56               | 2813       | Nogent-le-Rotrou                       |
| Saint-Lubin-des-Joncherets | 47        | 32.998                   | 863,82     | 38               | 2814       | Dreux                                  |
| Les Villages Vovéens       | 55        | 28.262                   | 1.137,94   | 25               | 2815       | Chartres, Châteaudun                   |
| Département Eure-et-Loir   | 363       | 432.950                  | 5.879,95   | 74               | 28         | –                                      |

## Liste ehemaliger Kantone
Bis zum Neuzuschnitt der französischen Kantone im März 2015 war das Département Eure-et-Loir wie folgt in 29 Kantone unterteilt:
| Arrondissement   | Kantone |
| ---------------- | --- |
| Chartres         | Auneau, Chartres-Nord-Est, Chartres-Sud-Est, Chartres-Sud-Ouest, Courville-sur-Eure, Illiers-Combray, Janville, Lucé, Maintenon, Mainvilliers, Voves |
| Châteaudun       | Bonneval, Brou, Châteaudun, Cloyes-sur-le-Loir, Orgères-en-Beauce                                                                                    |
| Dreux            | Anet, Brezolles, Châteauneuf-en-Thymerais, Dreux-Est, Dreux-Ouest, Dreux-Sud, La Ferté-Vidame, Nogent-le-Roi, Senonches                              |
| Nogent-le-Rotrou | Authon-du-Perche, La Loupe, Nogent-le-Rotrou, Thiron-Gardais                                                                                         |